# Цветан Теофанов
Цветан Теофанов е арабист-литературовед и ислямовед, професор в Софийския университет, преводач и поет.

## Биография
Роден е на 12 юли 1952 г. в София. Завършва арабска филология в Багдадския университет, Ирак и има специализация в Каирския университет, Египет. Защитил е докторска (кандидатска) дисертация в Московския институт по ориенталистика на тема „Роль творчества Абу-л-Атахии в становлении жанра философской лирики в арабской поэзии“ (1987) и втори докторат на тема „Класическата арабска поезия като дихотомен модел“ (2001).
Чете лекции по арабска литература, коранистика и хадисознание (наука за преданията на Пророка Мухаммад), както и по феноменология на пророчеството. Доктор на филологическите науки. Бил е декан на Факултета по класически и нови филологии на Софийския университет „Св. Климент Охридски“, както и заместник-декан, директор на Центъра за източни езици и култури и ръководител на Катедрата по арабистика и семитология.
Работил е като гост-професор в Оксфордския център за изследване на исляма. Член е на Американското ориенталистично дружество, Британското дружество за близкоизточни изследвания и Европейския съюз на арабистите и ислямоведите. Участвал е в научни форуми в Багдад, Санкт Петербург, Токио, Сока (Япония), Хале, Льовен, Истанбул, Техеран, Мадрид, Москва, Лондон, Оксфорд, Казабланка, Ашхабад и други. Чел е лекции в Лондон, Оксфорд, Париж, Сараево, Босна, и Бурса, Турция.
През 2019 г. в негова чест е учредена Фондация „Проф. Цветан Теофанов“. Тя е инициатор и издател на сайта АРАБИАДА: Всичко за арабите и Арабския свят. По повод на седемдесетата му годишнина е публикуван сборник с научни статии: Евстатиева, Галина, Павел Павлович (ред.). Арабската книжовност и Коранът: Изследвания в чест на проф. дфн Цветан Теофанов. София: "Изток-Запад", 2023.

## Признание и награди
- Награда на Японската фондация за изтъкнати личности в областта на културата, науката и изкуствата, 1994.
- Стипендия в Оксфордския център за ислямоведски изследвания, 1999 – 2000.
- Награда на читателите на българското издание на турския в-к „Заман“ за принос към обществения мир, 2004.
- Почетен знак на Софийския университет „Св. Климент Охридски“ със синя лента, 2017.
- „Шейх Хамад“ - най-престижната в Арабския свят награда за постижения в превода от арабски език и за принос в разбирателството между народите, 2023.

### Поезия
- Оазиси: стихове.   София, Български писател, [1978].
- Нощна аптека: стихове.   София, Български писател, [1983].
- Човек под небето: лирика, миниатюри.   София, Народна младеж, [1988].

### Монографии
- Езическата арабска поезия.   София, УИ „Св. Климент Охридски“, [1998]. ISBN 954-07-0970-9.
- Арабската средновековна култура: Контекст. Текст, Подтекст.   София, УИ „Св. Климент Охридски“, [2001]. ISBN 954-07-1618-7.
- Арабската средновековна култура: Любов. Вино. Мъдрост.   София, УИ „Св. Климент Охридски“, [2004]. ISBN 954-07-1733-7.
- Арабската средновековна култура: от езичеството към исляма.   София, УИ „Св. Климент Охридски“, [2004]. ISBN 954-07-1979-8.
- Феноменология на пророка.   София, УИ „Св. Климент Охридски“, [2015]. ISBN 978-954-07-3987-8.

### Преводи
- Негово дело е първият академичен превод на Свещения Коран на български с предговор, коментари и тематичен индекс:
  - Превод на Свещения Коран. първо издание.   София, Главно мюфтийство на мюсюлманите в Република България, [1997]. ISBN 954-957-101-7.
  - Превод на Свещения Коран. второ издание.   София, Главно мюфтийство на мюсюлманите в Република България, 1999, [1997]. ISBN 954-957-101-7.
  - Превод на Свещения Коран. второ преработено и допълнено издание.   София, Главно мюфтийство на мюсюлманите в Република България, 2006, [1997]. ISBN 954-957-101-7.
  - „Свещен Коран“ с преводач Цветан Теофанов (мека корица, IV редакция на превода). ИК „Труд“, София, 2008. ISBN 978-954-528-864-7
  - „Свещен Коран“ с преводач Цветан Теофанов (твърда корица, IV редакция на превода). ИК „Труд“, София, 2008. ISBN 978-954-528-865-4
  - „Свещеният Коран и неговата мъдрост“ (Предговор към Корана от проф. д-р Цветан Теофанов) на сайта islamforbulgaria.com
  - Свещеният Коран в превод на Цветан Теофанов
- Превел е също сборника с изказвания и традиции на Пророка Мухаммад (хадиси) – „Рияду-с-салихин“, съставен от имам ан-Науауи:
- Градините на праведниците Том 1.   София, Главно мюфтийство на мюсюлманите в Република България, [2008]. ISBN 978-954-9880-13-7.
- Градините на праведниците Том 2.   София, Главно мюфтийство на мюсюлманите в Република България, [2016]. ISBN 978-954-9880-80-9.
- Велд, Мэри Ф. Ислам в современной Турции: Интеллектуальная биография Бадиуззамана Саида Нурси. Перевод с английского: Ц. Теофанов. Istanbul, 2008. ISBN 975-432-288-0
- Вахиде, Шюкран. Ислямът в съвременна Турция: Духовната биография на Бедиуззаман Саид Нурси. Превод от английски Цветан Теофанов. Университетско издателство „Св. Климент Охридски“, 2010. ISBN 978-954-07-2994-7

Интервюта
- „Вече е започнал световен джихад и това е необратим процес: Професор Цветан Теофанов пред „Капитал“, интервю на Яна Иванова, 28 август 2004
- „Антисекуларизмът е общият знаменател на всички фундаментализми“, сп. „Изток-Запад“, бр. 10, декември 2007, с. 3 – 13
- „Арабистът проф. Цветан Теофанов: Не видях нищо страшно в Гърмен“ Архив на оригинала от 2015-12-11 в Wayback Machine., интервю на Валери Роев, в-к Политика, 20 март 2009
- „Проф. Цветан Теофанов: У нас знаем твърде малко за историята на съвременна Турция“, portalturkey.blogspot.bg, 1 ноември 2010
- „Проф. Цветан Теофанов: Краят на Кадафи вече е факт, очаква го съдбата на Саддам“, БНР, програма Хоризонт, 22 август 2011
- „Делото срещу имамите – нов възродителен процес? Разговор с проф. Цветан Теофанов“ Архив на оригинала от 2015-12-22 в Wayback Machine., btvnovinite.bg, 27 септември 2012
- „Професор Цветан Теофанов: Българските мюсюлмани са умерени и няма да се поддадат на провокации“, vbox7, 27 септември 2012
- „Цв. Теофанов: Клипът за пророка Мохамед е провокация, отклонява вниманието от Сирия“, БНР, програма Хоризонт, 20 септември 2012
- „Проф. Теофанов: Ще бъде трудно да се докаже проповядването на радикален ислям“, БНР, програма Хоризонт, 26 септември 2012
- „Проф. Цветан Теофанов: Дайте на бежанците време да си превържат раните“ интервю на Мила Гешакова, 24chasa.bg, 14 ноември 2013
- „Проф. Теофанов: Страхът, че бежанците ще ни опоскат държавата, е смешен“, интервю на Мила Гешакова, 24chasa.bg, 9 октомври 2015
- „Ориенталистът проф. Цветан Теофанов пред „Труд“: Религията се превръща в рисков, дори взривоопасен фактор“, интервю на Красина Кръстева, trud.bg, 23 октомври 2015
- „Пророческият феномен“, БНР, програма Христо Ботев, 14 декември 2015
- „Тоталитарните методи няма да спрат радикалния ислям“ Архив на оригинала от 2021-04-26 в Wayback Machine., интервю на Илия Вълков, в-к „Сега“, 13 октомври 2017
- „Проф. Цветан Теофанов: Там, където хората измират като мухи от глад, бомбардировки и всякакви форми на насилие, цари пълно отчаяние и смъртта е всекидневие, там коронавирусът не плаши никого“, интервю на Юлиана Методиева, „Маргиналия“, 18 април 2020
- „Проф. Цветан Теофанов пред ФАКТИ: За мен арабският език беше голямата ми любов от пръв поглед“, интервю на Оля Ал Ахмед, в-к „Факти“, 12 юли 2022
- "Проф. Цветан Теофанов: „Арабия е огромен свят с богата култура“, интервю на Оля Ал Ахмед, в-к „Трета възраст“, 18 август 2022
- "Проф. дфн Цветан Теофанов, който преведе Корана на български: „Човешката природа не се е променила през вековете, особено слабостите и пороците“, интервю на Светлана Баталова, в-к „Уикенд“, 1 – 2 октомври 2022 г.